# Pam Tillis

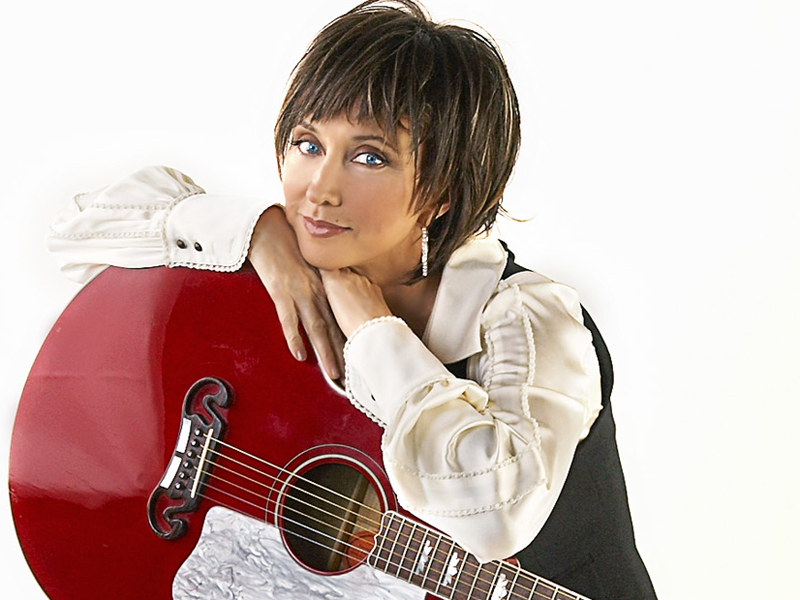
Pam Tillis

Pam Tillis (* 24. Juli 1957 in Plant City, Florida) ist eine US-amerikanische mit dem Grammy ausgezeichnete Country-Sängerin und -Songwriterin.

## Anfänge
Als Tochter von Mel Tillis kam Pam Tillis schon früh mit Country-Musik in Berührung. Sie erhielt zunächst eine klassische Klavierausbildung und brachte sich anschließend selbst das Gitarrespielen bei. Im Alter von acht Jahren stand sie erstmals mit ihrem Vater auf der Bühne der Grand Ole Opry. Als Teenager gewann sie mehrere Talentwettbewerbe. Bald löste sie sich aus ihrem familiären Umfeld und befasste sich mit Rock- und Folk-Musik. Mit 16 Jahren hatte Tillis einen schweren Autounfall mit zahlreichen Knochenbrüchen im Gesichtsbereich. Es dauerte fünf Jahre, bis sie nach einer langen Serie von Operationen wiederhergestellt war.
Während ihrer Collegezeit gründete sie mit Ashley Cleveland ein Folk-Duo. Außerdem arbeitete sie als Songwriterin im Musikverlag ihres Vaters. 1976 brach sie ihr Studium ab und zog mit Freunden nach San Francisco. Hier gründete sie die „Pam Tillis Band“, die sich wenig später in „Freelight“ umbenannte und einen Mix aus Jazz und Rock spielte. Zwei Jahre später kehrte Pam Tillis nach Nashville zurück und schloss sich kurzzeitig der Begleitband ihres Vaters an.

## Karriere
Nachdem Pam Tillis sich in der Pop- und Country-Szene einen Namen als Songwriterin gemacht hatte, erhielt sie 1983 vom Warner Label einen Schallplattenvertrag. Im gleichen Jahr wurde ihr Debütalbum, Beyond The Doll Of Cutey, veröffentlicht. Die Single Goodbye Highway konnte sich im hinteren Bereich der Country-Top-100 platzieren. Es folgten weitere kleinere Hits. Der kommerzielle Durchbruch gelang 1990 nach dem Wechsel zu Arista Records und einer Umorientierung zur zeitgenössischen Country-Musik. Ihr erstes Album, Put Yourself In My Place wurde vergoldet. Die meisten ihrer Songs hatte sie als Co-Autorin mitverfasst. Die Single Don't Tell Me What To Do schaffte es bis auf Platz fünf der Country-Charts, May Be it Was Memphis erreichte Platz drei.
Tillis nächstes Album, das 1992 veröffentlichte Homeward Looking Angel, erreichte Platin-Status. Erneut konnten sich mehrere ausgekoppelte Singles in der Top-10 platzieren. 1994 gelang ihr mit Mi Vida Loca ein Nummer-1-Hit. Im gleichen Jahr wurde sie mit dem CMA Award als „Sängerin des Jahres“ ausgezeichnet. Auch ihre nächsten Singles waren erfolgreich. Die Alben Sweetheart's Dance und All Of This Love wurden mit Platin bzw. Gold ausgezeichnet. 1998 wurde sie mit einem Grammy ausgezeichnet. Ende des Jahrzehnts ließen ihre Verkaufszahlen nach. Ihr Greatest Hits-Album wurde 2001 mit einer Platin-Schallplatte ausgezeichnet. 2002 erschien beim Epic-Label ein Album, das ihrem Vater gewidmet ist.
Seit 2013 hatte Tillis mehrere Gastauftritte in der erfolgreichen CMT-Countryserie Nashville.
Seit 2009 tritt sie gemeinsam mit Lorrie Morgan, der Tochter des Country-Sängers George Morgan, als Duo auf. Bislang entstanden zwei Alben: Grits And Glamour: Dos Divas (2013) und Come See Me and Come Lonely (2017). Darüber hinaus tourt sie auch regelmäßig mit Morgan sowie 2018 als Trio Chicks with Hits mit Suzy Bogguss und Terri Clark.

## Diskografie

### Studioalben
| Jahr | Titel                    | Höchstplatzierung, Gesamtwochen, AuszeichnungChartplatzierungen (Jahr, Titel, Platzierungen, Wochen, Auszeichnungen, Anmerkungen) | Höchstplatzierung, Gesamtwochen, AuszeichnungChartplatzierungen (Jahr, Titel, Platzierungen, Wochen, Auszeichnungen, Anmerkungen) | Anmerkungen |
| Jahr | Titel                    | US | Country | Anmerkungen |
| ---- | ------------------------ | --- | --- | ----------- |
| 1991 | Put Yourself In My Place | US69 Gold · (23 Wo.)US | Country10 (80 Wo.)Country | Arista      |
| 1992 | Homeward Looking Angel   | US82 Platin · (42 Wo.)US | Country23 (70 Wo.)Country | Arista      |
| 1994 | Sweetheart’s Dance       | US51 Platin · (37 Wo.)US | Country6 (78 Wo.)Country | Arista      |
| 1995 | All Of This Love         | US151 Gold · (2 Wo.)US | Country25 (30 Wo.)Country | Arista      |
| 1998 | Every Time               | — | Country24 (18 Wo.)Country | Arista      |
| 2001 | Thunder And Roses        | US184 (1 Wo.)US | Country24 (7 Wo.)Country | Arista      |
| 2002 | It’s All Relative        | — | Country54 (4 Wo.)Country | Epic        |

Weitere Alben
- 1983: Above and Beyond The Doll Of Cutey (Warner)
- 2007: RhineStoned (Stellar Cat)
- 2007: Just in Time for Christmas (Stellar Cat)

### Kollaborationsalben
| Jahr | Titel     | Höchstplatzierung, Gesamtwochen, AuszeichnungChartplatzierungen (Jahr, Titel, Platzierungen, Wochen, Auszeichnungen, Anmerkungen) | Höchstplatzierung, Gesamtwochen, AuszeichnungChartplatzierungen (Jahr, Titel, Platzierungen, Wochen, Auszeichnungen, Anmerkungen) | Anmerkungen                 |
| Jahr | Titel     | US | Country | Anmerkungen                 |
| ---- | --------- | --- | --- | --------------------------- |
| 2013 | Dos Divas | — | Country62 (4 Wo.)Country | Red River mit Lorrie Morgan |

Weitere Kollaborationsalben
- 2017: Come See Me And Come Lonely (mit Lorrie Morgan)

### Kompilationen
| Jahr | Titel         | Höchstplatzierung, Gesamtwochen, AuszeichnungChartplatzierungen (Jahr, Titel, Platzierungen, Wochen, Auszeichnungen, Anmerkungen) | Höchstplatzierung, Gesamtwochen, AuszeichnungChartplatzierungen (Jahr, Titel, Platzierungen, Wochen, Auszeichnungen, Anmerkungen) | Anmerkungen |
| Jahr | Titel         | US | Country | Anmerkungen |
| ---- | ------------- | --- | --- | ----------- |
| 1997 | Greatest Hits | US47 Platin · (21 Wo.)US | Country6 (66 Wo.)Country |             |

Weitere Kompilationen
- 1994: Pam Tillis Collection
- 1999: Super Hits
- 2002: RCA Country Legends
- 2003: All American Country
- 2004: Super Hits
- 2012: ReCollection

### Singles
| Jahr | Titel Album                                          | Höchstplatzierung, Gesamtwochen, AuszeichnungChartsChartplatzierungen (Jahr, Titel, Album, Platzierungen, Wochen, Auszeichnungen, Anmerkungen) | Anmerkungen                              |
| Jahr | Titel Album                                          | Country | Anmerkungen                              |
| ---- | ---------------------------------------------------- | --- | ---------------------------------------- |
| 1984 | Goodbye Highway                                      | Country71 (5 Wo.)Country |                                          |
| 1986 | Those Memories of You                                | Country55 (8 Wo.)Country |                                          |
| 1986 | I Thought I’d About Had It with Love                 | Country67 (4 Wo.)Country |                                          |
| 1987 | I Wish She Wouldn’t Treat You That Way               | Country68 (6 Wo.)Country |                                          |
| 1987 | There Goes My Love                                   | Country71 (6 Wo.)Country |                                          |
| 1990 | Don’t Tell Me What to Do Put Yourself in My Place    | Country5 (20 Wo.)Country |                                          |
| 1991 | One of Those Things Put Yourself in My Place         | Country6 (20 Wo.)Country | Neuaufnahme ursprünglich 1985 erschienen |
| 1991 | Put Yourself in My Place                             | Country11 (20 Wo.)Country |                                          |
| 1991 | Maybe It Was Memphis Put Yourself in My Place        | Country3 (20 Wo.)Country |                                          |
| 1992 | Blue Rose Is Put Yourself in My Place                | Country21 (20 Wo.)Country |                                          |
| 1992 | Shake the Sugar Tree Homeward Looking Angel          | Country3 (20 Wo.)Country |                                          |
| 1993 | Let That Pony Run Homeward Looking Angel             | Country4 (20 Wo.)Country |                                          |
| 1993 | Cleopatra, Queen of Denial Homeward Looking Angel    | Country11 (20 Wo.)Country |                                          |
| 1993 | Do You Know Where Your Man Is Homeward Looking Angel | Country16 (20 Wo.)Country |                                          |
| 1994 | Spilled Perfume Sweetheart’s Dance                   | Country5 (20 Wo.)Country |                                          |
| 1994 | When You Walk in the Room Sweetheart’s Dance         | Country2 (20 Wo.)Country |                                          |
| 1994 | Mi Vida Loca (My Crazy Life) Sweetheart’s Dance      | Country1 (20 Wo.)Country |                                          |
| 1995 | I Was Blown Away Sweetheart’s Dance                  | Country16 (12 Wo.)Country |                                          |
| 1995 | In Between Dances Sweetheart’s Dance                 | Country3 (20 Wo.)Country |                                          |
| 1995 | Deep Down All of This Love                           | Country6 (20 Wo.)Country |                                          |
| 1996 | The River and the Highway All of This Love           | Country8 (20 Wo.)Country |                                          |
| 1996 | It’s Lonely Out There All of This Love               | Country14 (20 Wo.)Country |                                          |
| 1996 | Betty’s Got a Bass Boat All of This Love             | Country62 (4 Wo.)Country |                                          |
| 1997 | All the Good Ones Are Gone Greatest Hits             | Country4 (20 Wo.)Country |                                          |
| 1997 | Land of the Living Greatest Hits                     | Country5 (21 Wo.)Country |                                          |
| 1998 | I Said a Prayer Every Time                           | Country12 (20 Wo.)Country |                                          |
| 1998 | Every Time                                           | Country38 (12 Wo.)Country |                                          |
| 1999 | After a Kiss Happy, Texas O.S.T.                     | Country50 (9 Wo.)Country |                                          |
| 2000 | Please Thunder & Roses                               | Country22 (22 Wo.)Country |                                          |

Weitere Singles
- 1981: Every Home Should Have One
- 1983: Killer Comfort
- 1983: Love Sneakin’ Up on You
- 1985: One of Those Things
- 2001: Thunder & Roses
- 2002: Unmitigated Gall
- 2002: So Wrong
- 2007: Band in the Window
- 2007: The Hard Way
- 2012: Two Kings (mit Kris Thomas)

### Gastbeiträge
| Jahr | Titel Album                         | Höchstplatzierung, Gesamtwochen, AuszeichnungChartplatzierungen (Jahr, Titel, Album, Platzierungen, Wochen, Auszeichnungen, Anmerkungen) | Höchstplatzierung, Gesamtwochen, AuszeichnungChartplatzierungen (Jahr, Titel, Album, Platzierungen, Wochen, Auszeichnungen, Anmerkungen) | Anmerkungen                |
| Jahr | Titel Album                         | US | Country | Anmerkungen                |
| ---- | ----------------------------------- | --- | --- | -------------------------- |
| 1993 | Romeo Slow Dancing with the Moon    | US50 (14 Wo.)US | Country27 (20 Wo.)Country | mit Dolly Parton & Friends |
| 1998 | Same Old Train Tribute to Tradition | — | Country59 (5 Wo.)Country | mit Various Artists        |